# Carybdeidae
Carybdeidae là một họ nhỏ sứa hộp trong lớp Cubozoa.

## Chi và loài
Theo World Register of Marine Species, chỉ có một chi trong họ này.

### CarybdeaPéron & Lesueur, 1810[2]
- Carybdea arborifera Maas, 1897
- Carybdea branchi Gershwin & Gibbons, 2009
- Carybdea brevipedalia Kishinouyea, 1891
- Carybdea marsupialis (Linnaeus, 1758)
- Carybdea morandinii Straehler-Pohl & Jarms 2011
- Carybdea murrayana Haeckel, 1880
- Carybdea rastonii Haacke, 1886
- Carybdea xaymacana Conant, 1897